# 1968年欧洲冠军杯决赛
1968年欧洲冠军杯决赛，於1968年5月29日在英格兰伦敦的温布利球场举行，最终英格兰联赛冠军曼彻斯特联以4:1击败葡萄牙联赛冠军本菲卡，俱乐部历史上第一次夺得欧洲冠军，这也是英格兰球队第一次获得欧洲冠军。
1968年对于曼联来说，又是慕尼黑空难十周年纪念，在此时登上欧洲冠军宝座，象征着「巴斯比宝贝」后的新一代球员的成熟。欧洲冠军也是传奇教练、慕尼黑空难的幸存者马特·巴斯比爵士的最大梦想，获得此殊荣后的次年，他即宣布退休结束了他近25年的执教。

## 比赛过程
上半场比赛，双方的盯人战术安排都相当成功。曼联成功封锁了对方的进攻核心「黑豹」尤西比奥和1米93的高中锋托雷斯，而本菲卡的克鲁兹则成功冻结了曼联的乔治·贝斯特。上半场最精彩的时刻是尤西比奥德一脚远射，击中曼联的横梁弹出。
曼联主教练巴斯比在中场休息时要求队员向对手施加更多的压力，并在下半场开场不久即取得效果。第53分钟，中锋博比·查尔顿接约翰·萨德勒左翼斜传，高高跃起将球顶入远角，本菲卡守门员亨里克毫无反应。此后，曼联攻势更盛，贝斯特、萨德勒、基德等等都获得机会，但是都没有把握住。81分钟时，本菲卡长传前场，中锋托雷斯头球摆渡给禁区内格拉恰，后者凌空抽射反角度入网，本菲卡扳平比分。在常规时间的最后时刻，本菲卡差点获得胜利，尤西比奥获得单刀机会，但是他的大力射门正中曼联门将斯特普尼下怀，被后者稳稳接住。这脚射门的力量之大据称导致这个皮球漏气。于是双方进入加时赛。
曼联基本彻底控制了加时赛。开始仅4分钟，贝斯特取得入球，他晃过防守队员和守门员后，轻松的用足弓将球慢慢推入空门。一分钟后，布莱恩·基德在门前接头球摆渡头球攻门，被本菲卡守门员亨里克扑出后，他又争到皮球，再顶入网。全场第99分钟，基德右路下底低平球倒三角传中，查尔顿在小禁区角迎球劲射，球直入网顶，曼联最终以4：1大胜。

## 赛后
终场哨响后，所有曼联球员都跑向主教练马特·巴斯比，队长查尔顿提出要主教练去举起冠军奖杯，但是巴斯比坚持不肯打破队长捧杯的规矩。赛后，巴斯比接受采访时说：“查尔顿捧起奖杯的时刻洗涤了我。这舒缓了参加欧洲比赛的内疚和痛楚。这是我的理由。”
曼联另一名传奇球星丹尼斯·劳由于刚刚接受了膝部手术而缺席这场比赛，他在医院观看转播。

## 阵容
| 1968年5月29日 |

| 曼彻斯特联                             | 4 – 1 （加時） | 本菲卡     |
| -------------------------------------- | -------------- | ---------- |
| 查尔顿 53' 99' · 贝斯特 93' · 基德 94' |                | 格拉恰 81' |

| 伦敦温布利球场 觀眾人數：100,000 ：孔切蒂·洛贝罗 |

| 曼彻斯特联 | 本菲卡 |

| 曼彻斯特联  |    |                     |
|             |    |                     |
| 守门员      | 1  | 英格兰              |
| 右后卫      | 2  | 夏伊·布瑞南         |
| 左后卫      | 3  | 托尼·邓恩           |
| 右中场      | 4  | 帕特·克莱兰德       |
| 中堅        | 5  | 比尔·福尔克斯       |
| 左中场      | 6  | 诺比·斯泰尔斯       |
| 右翼鋒      | 7  | 乔治·贝斯特         |
| 中鋒        | 8  | 布莱恩·基德         |
| 中場        | 9  | 博比·查尔顿（队长） |
| 中堅        | 10 | 大卫·萨德勒         |
| 左翼鋒      | 11 | 約翰·阿斯頓         |
| 主教练：    |    |                     |
| 马特·巴斯比 |    |                     |

| 本菲卡        |    |                      |
|               |    |                      |
| 守门员        | 1  | 何塞·亨里克          |
| 后卫          | 2  | 阿多尔弗·卡利斯托    |
| 后卫          | 3  | 亨伯托·费尔南德斯    |
| 后卫          | 4  | 亚辛托·桑托斯        |
| 后卫          | 5  | 费尔南多·克鲁兹      |
| 中场          | 6  | 贾伊梅·格拉恰        |
| 中场          | 7  | 马里奥·科鲁纳        |
| 中场          | 8  | 何塞·奥古斯托        |
| 中场          | 9  | 尤西比奥（队长）     |
| 前锋          | 10 | 何塞·奥古斯托·托雷斯 |
| 前锋          | 11 | 安东尼奥·西莫斯      |
| 主教练：      |    |                      |
| 奥托·格罗里亚 |    |                      |